# Chris Dale (cầu thủ bóng đá)
Christopher Dale (sinh ngày 16 tháng 4 năm 1950) là một cựu cầu thủ bóng đá người Anh thi đấu ở vị trí tiền vệ chạy cánh ở Football League cho York City, ở bóng đá non-league cho Scarborough và Bridlington Trinity.